# Алі Аднан Казім Аль-Тамімі
Алі Аднан Казім Аль-Тамімі (араб. علي عدنان كاظم ناصر التميمي; нар. 19 грудня 1993, Багдад) — іракський футболіст, захисник клубу «Чайкур Різеспор».
Виступав, зокрема, за клуб «Багдад», а також національну збірну Іраку.

## Клубна кар'єра
Народився 19 грудня 1993 року в місті Багдад. Вихованець футбольної школи клубу «Багдад». Дорослу футбольну кар'єру розпочав 2010 року в основній команді того ж клубу, в якій провів три сезони, взявши участь у 30 матчах чемпіонату.
До складу клубу «Чайкур Різеспор» приєднався 2013 року. Відтоді встиг відіграти за команду з Ризе 33 матчі в національному чемпіонаті.

## Виступи за збірні
У 2012 року дебютував у складі юнацької збірної Іраку, взяв участь у 6 іграх на юнацькому рівні, відзначившись одним забитим голом.
З 2011 року залучався до складу молодіжної збірної Іраку. На молодіжному рівні зіграв у 20 офіційних матчах, забив 6 голів.
У 2012 році дебютував в офіційних матчах у складі національної збірної Іраку. Наразі провів у формі головної команди країни 22 матчі.

## Титули і досягнення
- Бронзовий призер Азійських ігор: 2014